# Кондолиза Райс
Кондолиза Райс (на английски: Condoleezza Rice, произношение /kɒndəˈliːzə/) e американски политик, бивш Държавен секретар на САЩ, професор, дипломат и автор. Тя е 66-ия Държавен секретар на САЩ и е втори Държавен секретар в администрацията на президента Джордж У. Буш.

## Биография

### Младежки години
Кондолиза Райс (нейното име е дадено от италианския музикален израз Con dolcezza, което значи „със сладост“) е родена в Бирмингам, Алабама и израства в квартала на Титусвил. Райс започва да учи френски, музика, фигурно пързаляне и балет на 3-годишна възраст.

### Политическа кариера
Райс е първата афроамериканка Държавен секретар, втора с афроамерикански произход (след Колин Пауел), както и втората жена на този пост (след Мадлин Олбрайт). Райс е била и Национален съветник по сигурността на президента Буш през неговия първи мандат. Преди това тя е професор по политология в Станфорд, където тя заема и административната позиция „провост“ от 1993 до 1999 г. Райс служи и като съветник на президента Джордж Буш по въпросите на Съветския съюз и Източна Европа по време на разпадането на СССР и германското обединение.
През март 2009 г. Райс се завръща в Университета Станфорд като професор по политология и Томас и Барбара Стивънсън старши изследовател по публична политика в Института Хувър.

## Кондолиза Райс в България
Кондолиза Райс е посещавала България два пъти – през 2006 и 2008 г. При първото си посещение април 2006 г. тя подписва с министър Ивайло Калфин Споразумението за сътрудничество в областта на отбраната.